# 普平陨石坑
普平陨石坑（Pupin）是位于月球正面雨海东部的一座小撞击坑，其名称取自塞尔维亚裔美籍物理学家暨物理化学家米海洛·普平(1855年-1935年)，1976年被国际天文学联合会正式接受。

## 描述

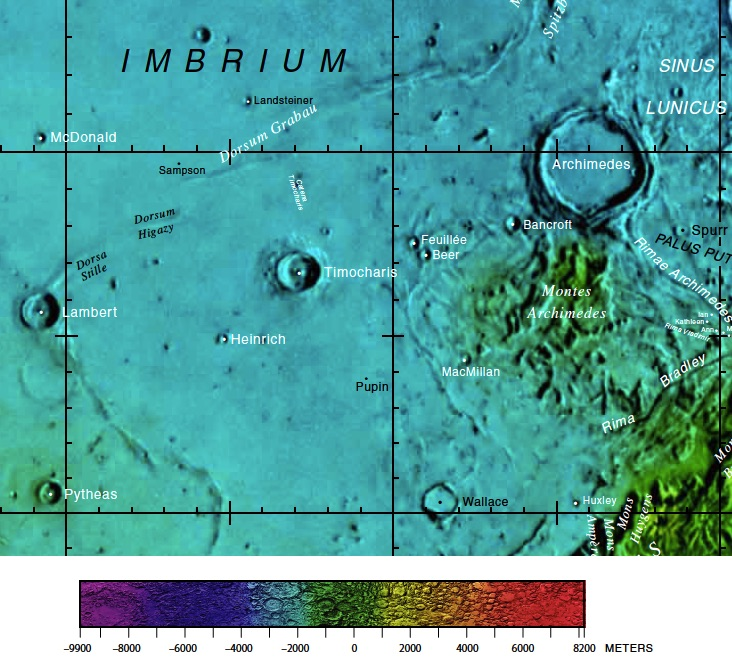
普平陨石坑的周边，月球正面区域图。

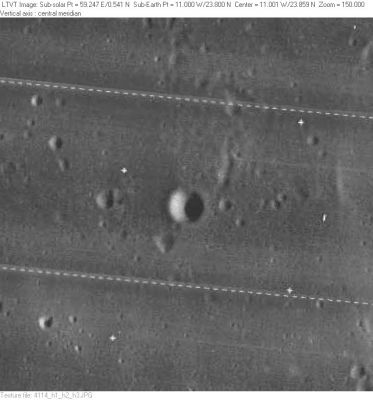
月球轨道器4号拍摄的图像

该陨坑西北偏西靠近海因里希陨石坑、西北毗邻较大的梯摩恰里斯陨石坑，孪生小陨坑弗伊莱埃及比尔位于它的东北偏北、东面和东南分别坐落了稍大的麦克米伦陨石坑和华莱士陨石坑，在它的东北偏东则绵延着阿基米德山脉。该陨坑中心月面坐标为23°52′N 11°00′W / 23.87°N 11°W，直径2.17公里，深约0.39公里。
普平陨石坑外观呈圆杯状，几乎未受到侵蚀和磨损，坑壁最大高出周边地形80米，内部容积约0.41公里3，形态特征隶属"ALC 型"(以该类陨石坑的典型代表—卫星坑"阿尔巴塔尼环形山 C"所命名)。该陨坑附近的月海表面没有较突出的撞击坑，除覆盖有一些微弱的射纹尘埃外，没有其它醒目的地貌结构。
在1976年被国际天文学联合会正式命名前，该陨坑曾被称作卫星坑"梯摩恰里斯 K"(所谓的"卫星坑标记法"：以所靠近的主坑名+字母来命名)。
虽然普平陨石坑的尺寸明显较小，但实际上还是要比地球上位于亚利桑那州弗拉格斯塔夫著名的巴林杰陨石坑大得多。

## 另请参阅
- Andersson, L. E.; Whitaker, E. A. . NASA RP-1097. 1982.
- Blue, Jennifer. . USGS. July 25, 2007  [2007-08-05]. （原始内容存档于2015-05-26）.
- Bussey, B.; Spudis, P. . New York: Cambridge University Press. 2004. ISBN 978-0-521-81528-4.
- Cocks, Elijah E.; Cocks, Josiah C. . Tudor Publishers. 1995. ISBN 978-0-936389-27-1.
- McDowell, Jonathan. . Jonathan's Space Report. July 15, 2007  [2007-10-24]. （原始内容存档于2015-01-12）.
- Menzel, D. H.; Minnaert, M.; Levin, B.; Dollfus, A.; Bell, B. . Space Science Reviews. 1971, 12 (2): 136–186. Bibcode:1971SSRv...12..136M. doi:10.1007/BF00171763.
- Moore, Patrick. . Sterling Publishing Co. 2001. ISBN 978-0-304-35469-6.
- Price, Fred W. . Cambridge University Press. 1988. ISBN 978-0-521-33500-3.
- Rükl, Antonín. . Kalmbach Books. 1990. ISBN 978-0-913135-17-4.
- Webb, Rev. T. W.  6th revised. Dover. 1962. ISBN 978-0-486-20917-3.
- Whitaker, Ewen A. . Cambridge University Press. 1999. ISBN 978-0-521-62248-6.
- Wlasuk, Peter T. . Springer. 2000. ISBN 978-1-85233-193-1.